# Dungeons & Dragons: Daggerdale
Dungeons & Dragons: Daggerdale ist ein Action-Rollenspiel von Bedlam Games. Es ist ein Lizenzspiel zum Rollenspiel-Regelwerk Dungeons & Dragons und basiert auf der 4. Regelwerksedition. Es erschien über Atari am 25. Mai 2011 für Windows und Xbox 360, ein Jahr später auch für PlayStation 3.

## Handlung
Die Handlung spielt im Jahr 1420 DR im Dolchtal, das in den Talländern der Vergessenen Reiche liegt. Unter der Oberfläche von Dolchtal finden sich unter anderem die Ruinen des gefallenen Zwergenkönigreichs Tethyamar, daneben erhebt sich ein mächtiger Turm der machthungrigen Organisation der Zhentarim über die Landschaft. Der ausschließlich unterirdisch über die Zwergenruinen zugängliche Turm wird beherrscht von Rezlus, einem Anhänger des Gotts der Furcht und des Hasses (Tyrannos) und Antagonisten des Spielers. Innerhalb der Zhentarim konkurrieren die Anhänger Tyrannos’ mit den Anhängern Cyrics um die Hoheit über der Organisation. Vom Turm aus koordiniert Rezlus seine Eroberungsplänen, um die Herrschaft der Zhentarim über das Dolchtal wiederherzustellen und den Einfluss Cyrics ganz im Sinne seines Gottes zurückzudrängen. Lorin-Aria, eine ehemalige Tyrannos-Priesterin beauftragt den Spieler, Rezlus zu stoppen.

## Spielprinzip
Das Spiel kann sowohl im Einzelspieler als auch kooperativ mit bis zu drei Mitspielern gespielt werden. Das Spielgeschehen von Daggerdale wird aus einer Third-Person-Perspektive wiedergegeben, die Kämpfe werden in Echtzeit durchgeführt, ähnlich Baldur’s Gate: Dark Alliance und Dungeons & Dragons: Heroes. Beim Charaktersystem lehnt sich das Spiel an die 4. Regelwerksedition von Dungeons & Dragons an, setzt diese aber nicht detailgetreu um. Der Spieler wählt aus vier vorgenerierten Charakteren – einem menschlichen Krieger, einem zwergischen Kleriker, einem Halbling-Zauberer und einer elfischen Schurkin – seine Spielerfigur, der er einen individuellen Namen vergeben kann. Die grundlegenden Merkmale sind hingegen vorgegeben. Wie in Action-Rollenspielen üblich, erfolgt die Charakterentwicklung durch Töten von Monstern und das Erledigen von Aufgaben (Quests), für die der Spieler Erfahrungspunkte bekommt und beim Erreichen gewisser Punktzahlen zu einem Stufenaufstieg führen. Bei Stufenaufstieg kann er die Attribute, Fertigkeiten und Talente seines Helden verbessern. Mit Stufe 10 ist das Stufenlimit erreicht. Weitere Verbesserungen des Charakters sind daneben über die Ausrüstung (Waffen, Rüstungen o. Ä.) möglich.

## Entwicklung
Die Arbeiten an Daggerdale begannen im März 2010, als Grundgerüst verwendete das Spiel die Unreal Engine 3. Im Dezember 2010 wurde das Spiel als zweiter D&D-Titel nach Neverwinter und explizit für die Vertriebsnetzwerke Xbox Live Arcade und PlayStation Network sowie Microsoft Windows angekündigt. Als Bedlam am 19. Januar 2011 mit dem Unternehmen BitHeads zu Ascension CrossMedia fusionierte, arbeiteten rund 60 Entwickler an dem Spiel. Am 24. Mai 2011 gab Atari den Abschluss der Arbeiten und die Veröffentlichung des Spiels am nächsten Tag bekannt. Die PS3-Fassung wurde jedoch nicht, wie ursprünglich avisiert, am 31. Mai 2011 veröffentlicht, sondern erst am 22. Mai 2012.

## Rezeption
Die Bewertungen von Dungeons & Dragons: Daggerdale fielen zumeist negativ aus (Metacritic: 46 % (Xbox 360 & PS3) bzw. 49 % (Windows)).

„Ganz ehrlich: Ich hatte mich eigentlich auf Dungeons & Dragons Daggerdale gefreut. Zwar habe ich keinen Diablo-Killer ewartet [sic] – eher ein nettes Acton-Rollenspiel [sic] für zwischendurch. Doch was Bedlam Games da abgeliefert haben, sollte man sofort in den nächsten Kerker werfen. Maue Technik, mäßiger Umfang, zahlreiche Fehler und eine unsaubere PC-Steuerung. Nein danke, da warte ich dann doch lieber auf Diablo 3.“

„Ungemein kurzer, unansehnlicher und lieblos zusammen geschusterter Dungeon-Crawler mit schwerwiegenden Bugs und Designfehlern.“

“It might take most players six hours or so to reach the game's climactic battle and experience its strange cliffhanger. Unfortunately, there are too many issues plaguing Daggerdale to make the implied prospect of more adventures to come an enticing one, and those glaring issues also make the game's $15 price tag tough to swallow. There are far more attractive opportunities out there for would-be wizards and warriors.”

„Die meisten Spieler dürften etwa sechs Stunden benötigen, um dem Hauptkampf des Spiels zu erreichen und den seltsamen Cliffhanger vorgeführt zu bekommen. Unglücklicherweise wird Daggerdale von zu vielen Problemen geplagt, als dass die angedeuteten weiteren Abenteuer verlockend klingen würden; und diese schreiend auffälligen Mängel machen aus dem 15$-Preisschild eine schwer zu schluckende Kröte. Es gibt deutlich attraktivere Möglichkeiten für Möchtegern-Magier und -Krieger da draußen.“

## Fortsetzung
Daggerdale sollte der erste Teil einer Trilogie werden. Jede Fortsetzung sollte das Stufenlimit um zehn Level erhöhen. Diese wurden jedoch nie veröffentlicht. Auf der E3 2011 kündigten Bedlam und Atari noch den Titel Gamma World: Alpha Mutation an, eine andere Lizenz von Wizards of the Coast. Aber auch dieser Titel wurde nie veröffentlicht. Im Oktober 2011 berichtete Joystiq, dass das Studio die meisten Mitarbeiter entlassen habe und effektiv vor der Schließung stehe.